# Trnovlje pri Celju
Trnovlje pri Celju je naselje u slovenskoj Općini Celju. Trnovlje pri Celju se nalazi u pokrajini Štajerskoj i statističkoj regiji Savinjskoj. 

## Stanovništvo
Prema popisu stanovništva iz 2002. godine naselje je imalo 1,103 stanovnika.